# سلاویتین (ناحیه لوونی)
سلاویتین (به چکی: Slavětín) یک منطقهٔ مسکونی در جمهوری چک است که در ناحیه لوونی واقع شده‌است. سلاویتین ۸٫۴۰ کیلومتر مربع مساحت و ۴۴۳ نفر جمعیت دارد و ۲۳۰ متر بالاتر از سطح دریا واقع شده‌است.